# 43890 Katiaottani
43890 Katiaottani è un asteroide della fascia principale. Scoperto nel 1995, presenta un'orbita caratterizzata da un semiasse maggiore pari a 2,2965887 UA e da un'eccentricità di 0,2408607, inclinata di 2,93791° rispetto all'eclittica.